# Podróż ze zwierzętami domowymi
Podróż ze zwierzętami domowymi (ros. Путешествие с домашними животными) – rosyjski film obyczajowy z 2007 roku, w reżyserii Wiery Storożewej.

## Opis fabuły
Natalia w wieku 16 lat opuściła dom dziecka i wyszła za mąż za gburowatego, znacznie starszego od niej mężczyznę, mieszkającego przy małej stacji kolejowej. Po 19 latach małżeństwa Natalia zostaje wdową. W drodze do miasta, gdzie wiezie zwłoki męża poznaje kierowcę Siergieja. Związek z Siergiejem trwa krótko, a Natalia postanawia poznać życie, którego wcześniej nie miała okazji doświadczyć. W jej codziennym życiu towarzyszą jej koza i pies, a tę codzienność przerywają postoje pociągu na małej stacji. Pewnego dnia Natalia wyrusza łodzią, wraz ze zwierzętami do domu dziecka, który kiedyś opuściła. Wraca stamtąd z małym chłopcem-sierotą, który zgodził się zamieszkać razem z nią.

## Nagrody i wyróżnienia
W 2007 film został uhonorowany Nagrodą Św. Jerzego na Międzynarodowym Festiwalu Filmowym w Moskwie.

## Obsada
- Ksienija Kutiepowa jako Natalia
- Dmitrij Diużew jako Siergiej
- Jewgienij Kniaziew jako duchowny Piotr
- Wadim Afanasjew jako mąż Natalii
- Sofija Dudarczik jako Olga
- Tamara Chlebnikowa jako konduktorka pociągu